# Рандом-Лейк (Вісконсин)
Рандом-Лейк (англ. Random Lake) — селище (англ. village) в США, в окрузі Шебойґан штату Вісконсин. Населення — 1561 особа (2020).

## Географія
Рандом-Лейк розташований за координатами 43°33′23″ пн. ш. 87°57′13″ зх. д. / 43.55639° пн. ш. 87.95361° зх. д. (43.556326, -87.953730).  За даними Бюро перепису населення США в 2010 році селище мало площу 4,38 км², з яких 3,49 км² — суходіл та 0,88 км² — водойми.

## Демографія
Згідно з переписом 2010 року, у селищі мешкали 1594 особи в 659 домогосподарствах у складі 441 родини. Густота населення становила 364 особи/км².  Було 720 помешкань (165/км²).
Расовий склад населення:
| - 95,4 % — білих - 0,6 % — азіатів - 0,4 % — чорних або афроамериканців - 0,3 % — корінних американців - 2,2 % — осіб інших рас |

До двох чи більше рас належало 1,1 %. Частка іспаномовних становила 4,5 % від усіх жителів.
За віковим діапазоном населення розподілялося таким чином: 24,0 % — особи молодші 18 років, 63,0 % — особи у віці 18—64 років, 13,0 % — особи у віці 65 років та старші. Медіана віку мешканця становила 40,3 року. На 100 осіб жіночої статі у селищі припадало 103,1 чоловіків;  на 100 жінок у віці від 18 років та старших — 104,6 чоловіків також старших 18 років.
Середній дохід на одне домашнє господарство  становив 65 678 доларів США (медіана — 57 632), а середній дохід на одну сім'ю — 80 786 доларів (медіана — 72 885). Медіана доходів становила 51 058 доларів для чоловіків та 32 667 доларів для жінок. За межею бідності перебувало 11,5 % осіб, у тому числі 19,5 % дітей у віці до 18 років та 2,7 % осіб у віці 65 років та старших.
Цивільне працевлаштоване населення становило 834 особи. Основні галузі зайнятості: виробництво — 31,9 %, освіта, охорона здоров'я та соціальна допомога — 20,4 %, роздрібна торгівля — 10,4 %, публічна адміністрація — 8,6 %.